# كارتيك أريان
كارتيك أريان هو ممثل هندي، ولد في 22 نوفمبر 1990 في الهند.

## وصلات خارجية
- كارتيك أريان على موقع IMDb (الإنجليزية)
- كارتيك أريان على موقع قاعدة بيانات الفيلم (الإنجليزية)